# Onthophagus delicatulus
Onthophagus delicatulus är en skalbaggsart som beskrevs av Achille Raffray 1877. Onthophagus delicatulus ingår i släktet Onthophagus och familjen bladhorningar. Inga underarter finns listade i Catalogue of Life.